# مارک لیدل (بازیکن فوتبال)
مارک لیدل (انگلیسی: Mark Little؛ زادهٔ ۲۰ اوت ۱۹۸۸) یک بازیکن فوتبال است.